# Magnitude bolométrique
Pour les articles homonymes, voir Magnitude.
En astronomie, la magnitude bolométrique désigne la magnitude d'un objet céleste en prenant en compte la totalité du spectre électromagnétique, du domaine radio aux rayons gamma. Il s'agit d'une mesure de sa luminosité dans une échelle logarithmique.
Pour une étoile, la magnitude bolométrique s'obtient généralement à partir de la magnitude absolue dans une certaine bande spectrale (généralement V de Johnson) à laquelle on applique la « correction bolométrique ». Cette correction est difficile à étalonner. Elle dépend fortement du type spectral : à magnitude absolue fixée, une étoile émet d'autant plus dans le bleu et l'ultraviolet qu'elle est chaude et présente de ce fait un flux visible d'autant moins important.  Elle dépend dans une moindre mesure de sa classe de luminosité et de sa métallicité puisque ces paramètres ont une influence sur la photométrie en large bande (par le biais de la gravitation de surface et des opacités).
La magnitude bolométrique peut s'écrire 
{\displaystyle M_{\mathrm {bol} }=M_{V}+\mathrm {BC} }
{\displaystyle M_{\mathrm {bol} }=m_{V}+\mathrm {BC} -5\log _{10}(d/{d_{0}})}
{\displaystyle M_{\mathrm {bol} }=4.75-2.5\log _{10}(L/L_{0})}
où
- {\displaystyle M_{V}} et {\displaystyle m_{V}} sont les magnitudes absolue et apparente dans le filtre V du système photométrique de Johnson ;
- BC, la correction bolométrique ;
- {\displaystyle L} et {\displaystyle L_{0}}, les luminosités de la source et du soleil ;
- {\displaystyle d} et {\displaystyle d_{0}}, la distance de la source et celle de référence. {\displaystyle d_{0}=10} pc (32,6 al).